# Bhawa
Bhava (pali, sanskr. „powstawanie, rozwijanie się, trwanie, przejawianie się światowej egzystencji”, ang. becoming, ongoing wordly existence, od korzenia bh (pol. „stawać [się], być, powstawać”),
synonimy: 有 chiń.: yǒu; jap: u; wiet.: hữu, tyb. srid.pa) – termin indyjski stosowany w filozofii indyjskiej i buddyjskiej.

## Hinduizm
- W wisznuizmie bengalskim bhawa (trl. bhāva), to postawa akcentująca cześć w stosunku do boga Kryszny, jaką winien rozwinąć wyznawca (bhakta)[1].

Nauczanych jest pięć szczególnych postaw czy odmian takiej czci wobec Kryszny:
1. santabhawa
2. dasjabhawa
3. sakhjabhawa
4. watsalijabhawa
5. madhurjabhawa.

Wyznawca może doświadczać odpowiednio do obranej pozycji względem Kryszny, relację w stosunku do niego jako:
1. boga,
2. pana,
3. dziecka,
4. przyjaciela lub
5. kochanka[1].

## Buddyzm
W buddyzmie, bhava oznacza kontynuacje cyklu życia i śmierci, warunkowanego przez chwytanie, lgnięcie, przywiązanie (pali, skr. upādāna, ang. grasping), pragnienie trwania i doświadczeń zmysłowych. Bhava jest warunkiem powstawania odczuwających istot w procesie narodzin (pali, skr.: jāti; 生 chiń.: shēng, jap: shō, wiet.: sinh; tyb. skyed.ba) w samsarze (pali, skr.: Saṃsāra).
Bhava jest 10. ogniwem z 12 nidan (pali: nidāna) – ogniw w cyklu współzależnego powstawania (skr.: Pratītyasamutpāda प्रतीत्यसमुत्पाद; pali: Paticcasamuppāda पतिचसमुपादा; tyb.: rten.cing.'brel.bar.'byung.ba; chiń.: 緣起).
Bhava (stawanie się) jest w nim warunkowane przez upādāna (Lgnięcie): „Za sprawą lgnięcia, następuje stawanie się”.
Bhava (stawanie się) jest natomiast warunkiem dla powstania jāti (Narodziny): „Za sprawą stawania się, następują narodziny”
Całe dwanaście ogniw współzależnego powstawania (12 nidan), to:
1. Ignorancja
2. Formowanie
3. Świadomość
4. Ciało i umysł
5. Sześć zmysłów
6. Kontakt
7. Uczucie
8. Pragnienie
9. Lgnięcie
10. Stawanie się (Bhava)
11. Narodziny
12. Starość i śmierć

Bhava (proces stawania się i istnienia) działa w trzech płaszczyznach:
- kāma-bhava (pali) – istnienie w obszarze zmysłów (pali: kāma-loka)
- rūpa-bhava (pali) – istnienie w obszarze formy (pali: rūpa-loka)
- arūpa-bhava (pali) – istnienie w obszarze bezforemnym (pali: arūpa-loka)

Proces istnienia ma dwa aspekty:
1. kamma-bhava (pali; pol.: proces karmiczny) – karmicznie aktywna część istnienia, będąca przyczyną odrodzenia i składająca się z dyktowanych wolą, korzystnych (kusala) i niekorzystnych (akusala) uczynków. (patrz wyżej: współzależne powstawanie).
2. uppattibhava (pali) – powstały z karmy narodziny, lub proces regeneracyjny, czyli karmicznie pasywna część istnienia, składająca się z powstawania i rozwoju powstałych z karmy, a zatem moralnie neutralnych umysłowych i fizycznych fenomenów istnienia.[3]